# Miss Universo 1967
Miss Universo 1967 foi a 16.ª edição do concurso Miss Universo, realizada em 15 de julho de 1967 no Miami Beach Auditorium, em Miami Beach, Flórida, nos Estados Unidos. Candidatas de 56 países e territórios competiram pelo título. No final do evento, a Miss Universo 1966, Margareta Arvidsson, da Suécia, coroou a estadunidense Sylvia Hitchcock como sua sucessora. Hitchcock foi a quarta Miss USA a ser coroada Miss Universo.
Esta foi a primeira edição do Miss Universo que contou com o mestre de cerimônias Bob Barker, que permaneceria na função de apresentador pelos próximos 20 anos. Também foi a primeira vez que o Brasil conquistou o prêmio de Melhor Traje Típico, com Carmen Sílvia Ramasco.

## Evento
Assim como nos dois anos anteriores, antes do evento em Miami dezenove misses de todo mundo se reuniram no Rio de Janeiro, no Brasil, para um pré-evento do concurso, durante a eleição da Miss Brasil. Hospedadas no Hotel Glória, foram recepcionadas e ciceroneadas pelo playboy carioca Jorge Guinle, que lhes proporcionou uma grande festa na boate Le Bateau, e as fez quebrar o protocolo, levando-as à praia de biquíni, ao invés dos maiôs Catalina do patrocinador oficial.
Ao contrário do ocorrido com suas duas antecessoras, Sylvia Hitchcock teve uma grande recepção da imprensa e do público brasileiro durante sua passagem pela cidade, então ainda como Miss EUA. A questão política foi deixada de lado, num época de ressentimentos de parte da sociedade pelo papel dos Estados Unidos no apoio ao golpe militar de 1964, e ela se tornou extremamente popular e uma das favoritas dos brasileiros para a coroa de Miss Universo. A Miss Itália, Paola Rossi, foi informalmente eleita como Miss Fotogenia pelos fotógrafos cariocas.
Do Rio, as dezenove misses voaram para Nova York, onde se reuniram com as demais vindas da Europa e da Ásia e, após alguns dias na cidade, viajaram de ônibus para Miami, parando em algumas cidades do caminho para divulgar o concurso.
Após a tradicional parada das misses pelas ruas de Miami, a população e a imprensa locais escolheram suas favoritas: EUA, Itália, Grécia, Filipinas, Suécia, França, Coreia e, no topo da lista, a Miss Argentina, Amalia Scuffi. Scuffi era considerada a mais bonita, inteligente e elegante das misses presentes, mas seu temperamento não a ajudou no concurso e lhe causou problemas com a organização. Arrogante, reclamava porque outras misses eram fotografadas se era ela que seria a Miss Universo e envolveu-se em várias polêmicas com a Miss Brasil Carmem Ramasco, tentando diminuí-la. O resultado da antipatia gerada por Scuffi foi que, de favorita a levar para a Argentina o segundo título de Miss Universo do país, acabou sendo ignorada pelas demais misses, pelo júri e não conseguiu nem entrar nas 15 semifinalistas.
As cinco finalistas foram EUA, Finlândia, Inglaterra, Israel e Venezuela, a primeira vez que este país colocaria uma representante no Top 5 do Miss Universo – e em segundo lugar – algo que se tornaria constante dali para frente, na história da Venezuela neste concurso e em demais competições internacionais de beleza pelo mundo. Hitchcock, favorita desde o Rio, onde retornaria no ano seguinte para ajudar a coroar Martha Vasconcellos como Miss Brasil e posteriormente como sua sucessora, venceu tornando-se a primeira americana desde Linda Bement, em 1960, a conquistar o título.

## Resultados
| Colocação          | Candidata |
| ------------------ | --- |
| Miss Universo 1967 | - Estados Unidos — Sylvia Hitchcock |
| 2.ª colocada       | - Venezuela — Mariela Pérez |
| 3.ª colocada       | - Inglaterra — Jennifer Lewis |
| 4.ª colocada       | - Finlândia — Ritva Lehto |
| 5.ª colocada       | - Israel — Batya Kabiri |
| Top 15             | - Brasil — Carmen Sílvia Ramasco - Dinamarca — Margrethe Rhein - Espanha — Paquita Sánchez - Grécia — Elia Kalogeraki - Países Baixos — Irene Campenhout - Hong Kong — Laura Costa - Irlanda — Patricia Armstrong - Itália — Paola Rossi - País de Gales — Denise Page - Suécia — Eva-Lisa Svensson |

### Prêmios especiais

#### Miss Simpatia
- Vencedora:  Escócia — Lena MacGarvie.

#### Miss Fotogenia
- Vencedora:  Suécia — Elia Kalogeraki.

#### Melhor Traje Típico
- Vencedora:  Brasil — Carmen Sílvia Ramasco.

## Candidatas
Em negrito, a candidata eleita Miss Universo 1967. Em itálico, as semifinalistas.
| - África do Sul - Windley Ballenden - Alemanha - Fee von Zitzewitz - Argentina - Amalia Scuffi - Aruba - Ivonne Maduro - Áustria - Christina Barth - Bahamas - Elizabeth Knowles - Bélgica - Mauricette Sironval - Bermudas - Cheryl Smith - Bolívia - Marcela Montoya García - Bonaire - Cristina Landwier - Brasil - Carmen Sílvia Ramasco (SF, TT) - Canadá - Donna Barker - Chile - Ingrid Riveros - Cingapura - Mei-Lee Ong - Colômbia - Elsa Cajiao - Coreia do Sul - Hong Jungae - Costa Rica - Rosa María Fernandez - Cuba (Livre) - Elina Salavarría - Curaçao - Imelda Thodé - Dinamarca - Margrethe "Gitte" Knudsen (SF) - Escócia - Lena MacGarvie (MS) - Espanha - Paquita Sánchez (SF) - Estados Unidos - Sylvia Hitchcock (1°) - Filipinas - Pilar Pilapil - Finlândia - Ritva Lehto (4°) - França - Anne Vernier - Grécia - Elia Kalogeraki (SF, MF) - Guam - Hope Marie Alvárez | - Holanda - Irene van Campenhout (SF) - Honduras - Denia Alvarado - Hong Kong - Laura Roque (SF) - Ilhas Virgens - Gail Garrison - Índia - Nayyara Mirza - Inglaterra - Jennifer Lynn Lewis (3°) - Irlanda - Patricia Armstrong (SF) - Islândia - Guðrun Petursdóttir - Israel - Batya Kabiri (5°) - Itália - Paola Rossi (SF) - Japão - Kayoko Fujikawa - Luxemburgo - Marie Mathgen - Malásia - Monkam Siprasome - México - Valentina Duarte - Noruega - Gro Goksor - Nova Zelândia - Pamela McLeod - Estados Unidos Okinawa - Etsuko Okuhira - País de Gales - Denise Page (SF) - Panamá - Mirna Castillero - Paraguai - María Eugenia Torres - Peru - Myrta Somaruga - Porto Rico - Yvonne Coll - República Dominicana - Jeannette García - Suécia - Eva-Lisa Svensson (SF) - Suíça - Elsbeth Ruegger - Turquia - Ayse Gurani - Uruguai - Mayela Martínez - Venezuela - Mariela Branger (2°) |

- Este foi o primeiro ano em que apliques nos cabelos passaram a ser permitidos às participantes.[4]